# رباط راونیز
رباط راونیز مربوط به دوره تیموریان است و در شهرستان اسفراین، شهر باستانی روانیز ، ۱ کیلومتری شمال شهر صفی آباد واقع شده و این اثر در تاریخ ۲۷ بهمن ۱۳۸۷ با شمارهٔ ثبت ۲۴۶۵۹ به‌عنوان یکی از آثار ملی ایران به ثبت رسیده است.